# オートワウ
オートワウ (Auto Wah)とは、入力する楽器音の音量に準じた「ワウ」音を得られるエフェクターである。「エンベロープフィルター」「タッチワウ」とも呼ばれる。ギターのカッティングやベースギターの演奏において、ワウペダルのペダル操作では不可能な、音量に同期した細かくリズミカルなワウ効果を得られる。また、音量とは無関係に、一定時間ごとに自動でワウ効果が変動するエフェクターもオートワウと呼ばれるが、この記事では主に音量に準じたワウ系のエフェクターについて説明する。
オートワウやワウペダルは、基本的にイコライザーなどと同様にローパスフィルター、ハイパスフィルター、バンドパスフィルターなどを用いたフィルター系のエフェクターである。ギター用ではバンドパスフィルターが主に用いられている。オートワウは一定以上の音量の音を入力するとフィルターのカットオフ周波数が変動する設計になっている。
シンセサイザーにも似たようなエフェクトが内蔵されているものがある。シンセサイザーの場合は、フィルターの種別（ローパス・ハイパス・バンドパス）の選択が可能なことが多く、鍵盤を押されてからのフィルターの時間変化（エンベロープ）を音量の変化とは独立に設定できる機種・ソフトウェアも多い。